# Wandalin nad Szosą
Wandalin nad Szosą [pronunciación en polaco: /vanˈdalin ˌnat ˈʂɔsɔ̃/] es un pueblo ubicado en el distrito administrativo de Gmina Złoczew, dentro del distrito de Sieradz, voivodato de Lodz, en el centro de Polonia. Se encuentra aproximadamente a 6 kilómetros al oeste de Złoczew, a 28 kilómetros al suroeste de Sieradz, y a 78 kilómetros al suroeste de la capital regional, Lodz.